# Bobby Clark
Robert Brown Clark (Glasgow, 1945. szeptember 26. – ) skót válogatott labdarúgókapus, edző. 

## Pályafutása

### Klubcsapatban
Glasgowban született. Pályafutása nagy részét az Aberseen játékosaként töltötte, melynek színeiben 1965 és 1982 között 425 mérkőzésen lépett pályára. 1970-ben kupát, 1977-ben ligakupát, 1980-ban pedig bajnoki címet szerzett az Aberdeen tagjaként. 1967-ben és 1976-ban kölcsönben játszott az Egyesült Államokban is. 

### A válogatottban
1967 és 1973 között 17 alkalommal szerepelt az skót válogatottban. Részt vett az 1978-as világbajnokságon. 

## Sikerei, díjai
Aberdeen FC
- Skót bajnok (1): 1979–80
- Skót kupa (1): 1969–70
- Skót ligakupa (1): 1976–77

Skócia
- Brit házibajnokság (1): 1972 (megosztva)